# Primate di Sardegna e Corsica
Il titolo di Primate di Sardegna e Corsica è un titolo ecclesiastico onorifico attribuito in origine all’arcivescovo di Pisa, vantato poi dall’arcivescovo di Cagliari e da quello di Sassari. Dopo un periodo di decadenza nel medioevo, fu reclamato dal XVI secolo nuovamente dagli arcivescovi di Cagliari e di Sassari, rimanendo conteso tra le due arcidiocesi fino ai giorni d'oggi.
L’arcivescovo di Cagliari, oltre ad attribuirsi il titolo di primate, detiene anche i titoli sussidiari di priore di San Saturnino e barone di Suelli e San Pantaleo; quello di Sassari detiene i titoli di Priore di Santa Maria di Coros e della Santissima Trinità di Saccargia, abate di Santa Maria di Paulis e Gonfaloniere e Vessillifero di Santa Romana Chiesa (concesso da Paolo III). Oggi il titolo di primate e molti dei titoli sussidiari sono caduti in disuso. L’ultimo arcivescovo a fregiarsi di tutti i titoli a Cagliari fu Paolo Botto (1949-1969). A Sassari fu Paolo Carta (1962-1982).

## Storia
Già nel 484 la sede vescovile di Cagliari è elevata al rango metropolitano e il primo vescovo a potersi fregiare del titolo di arcivescovo fu Lucifero II.
Il titolo primaziale di Sardegna compare per la prima volta nella corrispondenza tra papa Vittore III con l’arcivescovo di Cagliari Giacomo (1075-1089), ma il documento è comprovatamente falso. Nel 1092 l’arcivescovo di Cagliari, che invano vi si appoggiava, si vide infatti privato del titolo dal pontefice Urbano II. 
Dopo che la Repubblica di Pisa aveva esteso i propri interessi economico-politici su gran parte dell’isola di Sardegna, nel 1138 papa Innocenzo II concesse all’arcivescovo di Pisa il titolo di primate del giudicato di Torres e nel 1176 papa Alessandro III estese la giurisdizione primaziale ai giudicati di Cagliari e Arborea. Dal 1189 l’arcivescovo di Pisa poté fregiarsi del titolo di Primate di Corsica e Sardegna.
Nel 1297 papa Bonifacio VIII istituì il Regnum Sardiniæ et Corsicæ e concesse la corona al re della Corona d’Aragona Giacomo II il giusto. L’atto di infeudazione del 5 aprile 1297 affermava che il regno apparteneva alla Chiesa che lo concedeva in perpetuo al re della Corona d’Aragona in cambio del giuramento di vassallaggio e del pagamento di un censo annuo.
Nel 1324 i pisani vennero sconfitti ed espulsi dall’isola. Sin dal 1409 gli arcivescovi cagliaritani ripresero ad attribuirsi il privilegio di primate di Sardegna e Corsica, trovando fin da subito l’opposizione degli arcivescovi turritani.
Quando l’arcivescovo di Cagliari Francisco Pérez nel 1574 pretese di trasformare il titolo primaziale da onorifico a giuridico iniziò una lunga controversia tra le sedi arcivescovili di Cagliari e Sassari che durò quasi un secolo.
Dalla fine del Cinquecento la disputa assunse un’asprezza di toni tale da avere ripercussioni anche sul piano politico.
Nel 1588 l’arcivescovo di Sassari Alfonso de Lorca si appellò al pontefice Sisto V, ma la faccenda venne presa in esame solo nel 1606 ed ebbe esito negativo per entrambe le diocesi. Nel medesimo periodo nella contesa intervennero anche il sovrano Filippo III - che tramite il viceré si schierò a favore della sede arcivescovile di Cagliari - e l’arcivescovo di Pisa, il quale, timoroso di perdere i diritti della propria sede sul titolo primaziale, reclamò il titolo. Quando l’arcivescovo di Sassari Gavino Manca de Cedrelles rinvenne nella propria diocesi le reliquie dei santi Gavino, Proto e Gianuario nel 1614, l’arcivescovo di Cagliari Francisco d'Esquivel, avviò un’imponente campagna di scavi archeologici nella propria diocesi nelle aree in cui la pietà popolare venerava i primi martiri. La quantità delle presunte reliquie ritrovate avrebbero, infatti, legittimato la supremazia dell’arcidiocesi cagliaritana o turritana sulla Sardegna tutta, autorizzando il proprio arcivescovo ad utilizzare il titolo primaziale.
Questa particolare gara venne vinta dall’arcidiocesi cagliaritana dove si rinvenne una quantità spropositata di reliquie in buona parte discutibili (al contrario della prudenza utilizzata negli scavi turritani dove si tentò uno scavo quasi 'scientifico' che portò al rinvenimento di meno reliquie, ma con più attendibilità di santità). Gli arcivescovi turritani tuttavia continuarono a impiegare fino ai giorni nostri il titolo primaziale, ma anche in questa arcidiocesi il titolo è comunque caduto in disuso.
Per contenere le reliquie dei santi, l’arcivescovo di Cagliari Francisco Desquivel ordinò la costruzione del Santuario dei Martiri, collocato sotto l’area presbiteriale della cattedrale di Cagliari.
Le reliquie turritane furono invece divise tra l'imponente basilica di San Gavino di Torres (dove fu eretta un'elegante cripta che scende nel cuore sotterraneo dell'enorme edificio romanico) e il duomo di Sassari.
Nel 1640 la Santa Sede per voce della Sacra Rota rigettò tutte le richieste sarde per non recederne più. La Curia Pontificia, infatti, non usò mai tale espressione per nessuna delle sedi episcopali sarde e per niente a loro afferente, così da evitare di sanzionare anche solo con l'uso simbolico, un titolo mai espressamente concesso. Di questo atteggiamento prudenziale, adottato fin dal XVII secolo, testimonia ancora il carteggio relativo all'ottenimento di un canonicato a Cagliari da parte di Giovanni Spano, che, per la formula errata facente riferimento alla 'Primaziale di Cagliari' si vide rifiutare da Roma la formale redazione delle bolle di nomina, come prontamente gli riferì il cappuccino frate Salvatore da Ozieri nel 1844. Egli, influente a Roma e collaboratore di numerose Congregazioni vaticane, riferì della questione allo Spano dopo aver discusso con il responsabile per la Dataria Apostolica Giovanni Battista Orengo. Entrambi scrissero allo Spano di verificare, fra le varie cose, se la Casa Savoia avesse diritto realmente a proporre canonici e patrocinare canonicati (era stato proposto da Carlo Alberto di Savoia) e che Roma ordinava di eliminare dalla bozza 'Primatialis Ecclesia; perché in Sardegna non esiste Primate, e la Chiesa di Cagliari è arcivescovile, e per conseguenza Metropolitana' (già il cappuccino ozierese aveva ricordato il rifiuto di Roma verso questo titolo e l'utilizzo erroneo fatto del titolo Primaziale nel 1832 che aveva portato a numerose proteste).